# Kreosot
Kreosot, „Kreosotum“ oder „Creosotum“, auch Teeröl genannt, ist ein Stoffgemisch, das durch die Destillation von Teeren aus fossilen Brennstoffen und mittels Pyrolyse pflanzlichen Materials (wie Holz) hergestellt wird. Die beiden wichtigsten in der Industrie anerkannten Arten sind Holzteerkreosot und Steinkohlenteerkreosot.

## Name und Geschichte
Der Name leitet sich von altgriechisch κρέας (kreas) ‚Fleisch‘ und altgriechisch σωτήρ (soter) ‚erhalten, bewahren‘ ab und geht auf dessen frühere Verwendung als Konservierungsstoff für Fleisch zurück. Es wurde 1828 von Karl von Reichenbach im Buchenholzteer entdeckt und 1836 von Franz Moll erstmals verwendet, um Holz zu konservieren. Hippokrates von Kos soll bereits in der Antike Holzkohlenteer wegen seiner Eiterung verhindernden Wirkung zur Wundbehandlung empfohlen haben. Zur Infektionsprophylaxe verwendete Joseph Lister das Teerdestillat Karbolsäure.

## Herstellung
- Holzteerkreosot wird durch Destillation des bei der Pyrolyse anfallenden Teers gewonnen. Dabei wird zuerst die schwere Ölfraktion mit Natronlauge behandelt. Die alkalische Lösung wird von der unlöslichen öligen Schicht befreit und die Lösung aufgekocht, um Verunreinigungen zu reduzieren. Schließlich wird die Lösung mit verdünnter Schwefelsäure getrennt, wodurch das rohe Kreosot verbleibt. Das rohe Kreosot wird mit Alkalien gelöst und mit Säure abgetrennt und redestilliert. Aus der bei Temperaturen von 200 bis 225 °C anfallenden Fraktion wird das reine Kreosot erhalten.[5][6]

- Kohlenteerkreosot ist eine Mischung aus den Teerfraktionen, die bei der Kohlenteerdestillation anfallen,[7] aber mehrheitlich aus der schweren Fraktion.
  - Mittelfraktion (middle oil, carbolic oil, wash oil) von 170 °C bis 230 °C mit Phenol (Carbolsäure), Naphthalen, Kresolen
  - Schwerfraktion (heavy oil, creosot oil, dead oil) von 230 °C bis 270 °C mit Kresolen, Naphthalen, Naphtholen
  - Anthracenöl (Grünöl) bei 270 °C bis 360 °C mit Anthracen

Es wird nachdestilliert, um den Phenol-, Naphthalen-, Anthracengehalt anzupassen. Die Teerbasen und -säuren werden oft ausgewaschen und das erhaltene Kreosot mit der schweren Fraktion gemischt. Es hat sich gezeigt, dass die Teerbasen, -säuren keinen großen Einfluss auf die vorbeugende Wirkung des Kreosots haben. Teersäuren sind flüchtig und entweichen schnell aus dem Holz, so gibt es keine Notwendigkeit für deren Verbleib im Kreosot.

## Zusammensetzung
Die verschiedenen Kreosote unterscheiden sich stark in ihrer Zusammensetzung. Hersteller fraktionieren nach Kundenwunsch in verschiedenen Siedebereichen sowie mit unterschiedlichen Mischungsverhältnissen.
- Holzteerkreosot (wood-tar creosote) wird aus unterschiedlichen Holzarten gewonnen (vorwiegend harzhaltige, Buche, Eiche, Pinien) und ist eine farblose bis gelbliche, „fettige“ Flüssigkeit mit einem rauchigen Geruch und einem Geschmack nach Verbranntem. Beim Verbrennen gibt es eine rußige Flamme. Es ist in Wasser unlöslich, löslich in Essigsäure, Glycerin und Alkalihydroxid und mischbar mit Alkohol, Ether, Chloroform, Reinbenzin, Benzol und Ölen.[12] Das Holz-Teer-Kreosot ist schwerer als Wasser und bekannt für seinen Guajacol- und Kresolgehalt. Es wird bevorzugt aus Buchenholz abgeleitet, weniger von anderen Holzarten. Die typische Zusammensetzung besteht aus 35 % Kreosol[13], 25 % Guajacol, 22 % Kresole, 11,4 % Phenole sowie (o-Ethylphenol, 1,3,4-Xylenol, 1,3,5-Xylenol).[14] Der rauchige Geruch gab dem Kreosotbusch seinen Namen.

- Steinkohlenteerkreosot (coal-tar creosote, dead oil, brick oil, oft als „Kreosotöl“ benannt) ist eine dunkelgrün–braune, dickölige Flüssigkeit. Bei der Verbrennung erzeugt es einen grünlichen Rauch. Sein Geruch hängt vom Naphthol-Gehalt ab und ist aromatisch-teerig. Es ist mischbar mit Alkohol, Ether, Glycerin, Ölen und Alkalihydroxid. Praktisch unlöslich ist es in Wasser, löslich in Dimethylsulfat, Tetrachlormethan, Kohlenstoffdisulfid.[15] Es besteht fast ganz aus aromatischen Kohlenwasserstoffen, mit einer gewissen Menge an Basen, Säuren und neutralen Ölen. Typisch besteht es aus:[16][17]
  - 75–90 % Aromaten: Polycyclische aromatische Kohlenwasserstoffe, wie Benzo(a)pyren, Biphenyle, Chrysen, Fluoranthen, Anthracen. Zudem sind einfache Aromaten enthalten.
  - 5–17 % Teersäuren: Phenole, Kresole, Xylenole und Naphthole
  - 3–8 % Teerbasen: Pyridine, Chinolin, Benzochinoline,[18] Acridine, Indoline und Carbazole
  - 1–3 % Benzothiophene
  - 1–3 % Dibenzofurane sowie
  - 0,1–1 % Aromatische Amine

Für Steinkohleteerkreosot gelten die folgenden Normen: DIN EN 13991, DIN EN 1014, DIN 68800, DIN 68811, DIN EN 12490; DIN entsprechend WEI-IEO (West European Institute for Wood Preservation) (Grade A, B, C); BS 144; AWPA (American Wood Preservers Association) (P1–P13); ASTM D 391, 246.
- Braunkohlenkreosot (lignite-tar creosote, „lignite oil“) hat einen hohen Gehalt an Teersäuren, diese werden oft extrahiert und einem Steinkohlenteer-Kreosot zugesetzt, um den Teersäureanteil zu erhöhen. Aus den Teersäuren wird Kreosotnatron[20] hergestellt oder es wird unverfälscht gemischt. Es hat eine etwas schwächere Wirkung als Holzschutzmittel aus Steinkohlenteer-Kreosot.[21]

Durch unterschiedliche Herkunft erhält man verschiedenen Qualitäten. Es werden aus weiteren Produkten ebenfalls Kreosote hergestellt, diese werden nur in kleiner Menge produziert und die Wirkung dieser Kreosote ist deutlich geringer.
- Ölkreosot von Erdöl oder Ölschiefer („Oil-tar creosote“)[21] wird meistens mit Kohlekreosot gemischt oder mit Pentachlorphenol (PCP) versetzt sowie auch pur verwendet.
- Wassergaskreosot fällt bei der Destillation des Wassergasteers an.[22] Die Bezeichnung dafür ist auch „Watergas-tar creosote“.[23]
- Letztlich kann aus dem bei der Torfdestillation anfallenden Torfteer[24] das Ausgangsprodukt für Torfteer-Kreosot („Peat-tar creosote“)[20] gewonnen werden.

Den verschiedenen Kreosoten werden mitunter weitere Stoffe zugemischt, um die Wirksamkeit in spezifischen Bereichen oder gegen bestimmte Schädlinge zu erhöhen. So kommen verschiedene Holzschutzmittel zum Einsatz, wie PCP, Arsen, Chromat-Kupfer-Arsenat, Kupfer-Azole oder Bis(N-cyclohexyldiazeniumdioxy)-Kupfer (Cu-HDO).

## Eigenschaften
Buchenholz-Kreosot wird als farblose bis schwach gelbliche Flüssigkeit mit charakteristischem Geruch beschrieben, Kohle-Kreosot als dunkelgrün–braune Flüssigkeit mit aromatisch-teerigem Geruch. Die Dichte wird mit 1,09 g·cm−3 und der Siedepunkt mit 200–220 °C (Beech-Tar) bzw. 185–400 °C (Coal-Tar) angegeben.

## Verwendung
Die Kohlenteersorten mit stärkeren toxischen Eigenschaften werden hauptsächlich als Konservierungsmittel für den Holzschutz verwendet, während die Holzteersorten für die Aufbewahrung von Fleisch, bei der „Schiffsbehandlung“ (Holz und Tauwerk) und für medizinische Zwecke verwendet werden, vorwiegend bei Mund- und Zahnleiden sowie bei Magenleiden. Sie wirken schleimlösend, antiseptisch, adstringierend sowie als Narkosemittel und Abführmittel. Das von Friedlieb Ferdinand Runge 1824 entdeckte Kreosot wurde von ihm aqua empyreumatica genannt. Der als Buchenteerkreosot bezeichnete Arzneistoff dient als Hustenmittel. Die pharmazeutische Fabrik Dr. Otto Ludwig Heinen in München vertrieb in den 1950er Jahren zur „nahezu geruch- und geschmacklosen Kreosot-Therapie“ die Capsulae Heinen. In der medizinischen Verwendung sind Kreosote in den letzten Jahren meist von anderen Medikamenten verdrängt worden. In der Tierheilkunde wird Holzteerkreosot gern gegen Huf- und Klauenleiden sowie zur Narbenbehandlung verwendet. Weiterhin benutzen es Jäger als Lockmittel für Rot- und Schwarzwild, sie streichen es an Bäume und der intensive Geruch lockt die Tiere an, die sich gern an den Bäumen reiben.

## Gefahren
Einige der Inhaltsstoffe der Kreosot-Mischungen sind krebserzeugend.
Das Inverkehrbringen von Kreosot(ölen) und -gemischen, das Verwenden und das Inverkehrbringen damit behandelten Holzes ist seit dem 1. Juni 2009 in der Europäischen Union verboten; in Deutschland galten seit 1991 nach Gefahrstoffrecht schon ähnliche Verbote. Unter engen Ausnahmevoraussetzungen wie das nachweisliche Unterschreiten bestimmter Schadstoffkonzentrationen und der Einhaltung von Arbeitsschutzmaßnahmen dürfen Kreosot und damit behandelte Holzerzeugnisse in Industrie und für Gewerbe (hier: einschließlich Landwirtschaft) verwendet und neu in Verkehr gebracht werden. Ausnahmsweise statthaft ist es auch, vor dem 31. Dezember 2002 damit behandeltes Holz zur Wiederverwendung anzubieten (und damit abzugeben und zu verwenden). Privilegiert sind beispielsweise Einsatzzwecke zur Fäulnisvorbeugung von Bahnschwellen und Telefonmasten oder in der Landwirtschaft für Baumstützen oder Rebpfähle. Generell verboten sind jedoch ausdrücklich bestimmte Anwendungsbereiche, wo die Möglichkeit des Kontaktes mit Lebensmitteln oder häufigeren Kontaktes mit Menschen, Tieren oder auch Pflanzen bestünde. Ein Verstoß gegen diese Verbote ist in Deutschland eine Straftat.
Nach einem Beschluss zur Änderung der Richtlinie vom Juli 2011 wurde seit 2013 die industrielle Verwendung mit strengeren Auflagen verbunden. Der Einsatz ist nur möglich, wenn eine Ausnahmegenehmigung erteilt wird. Die Mitgliedsstaaten dürfen Kreosot genehmigen, wenn „keine mindestens ebenso geeignete“ Alternative zur Verfügung steht.
Gemäß Durchführungsverordnung (EU) 2022/1950 der Kommission vom 14. Oktober 2022 zur Verlängerung der Genehmigung von Kreosot als Wirkstoff zur Verwendung in Biozidprodukten wurde die Verwendung von Kreosot zur Imprägnierung von Eisenbahnschwellen und Telekommunikationsmasten bis 31. Oktober 2029 weiter zugelassen.